# Condrolaringoplastía
Condrolaringoplastía (comúnmente llamada rasurado traqueal) es un procedimiento quirúrgico en el cual el cartílago tiroides (nuez de Adán) es reducido en tamaño al rasparlo mediante una incisión en la garganta, generalmente para que una mujer transexual pueda tener una apariencia femenina en esa zona y, ocasionalmente, para hombres que no se sienten cómodos con el tamaño de la misma.

## Procedimiento
Después de anestesiar (en forma local o general) al paciente, se le realiza una incisión pequeña y horizontal en la parte inferior de la nuez de Adán. Los músculos en la garganta son abiertos y sostenidos por pinzas y el cartílago protuberante es raspado con un escalpelo, haciendo que, de esta forma, la garganta sea más suave y no tan angulosa. El corte es luego suturado y por seis semanas se mantiene una línea color rojiza. Una pequeña cicatriz queda visible en la mayoría de los casos ya que el cirujano usualmente hace el corte en uno de los pliegues minúsculos de la piel que cubre la zona.
Esta intervención no requiere estadía de internación salvo que esté combinada con otra que sí lo requiera. Se debe tener cuidado particular de parte del cirujano para no remover demasiado cartílago, ya que puede reducir la estructura de la tráquea y causar dificultades respiratorias.
Esta operación es realizada por la mayoría de los especialistas que se ocupan de las operaciones de cambio de sexo.

## Recuperación
La mayoría de los médicos pueden decirle al paciente que frecuentemente se frote la zona de la incisión para prevenir la formación de una notable cicatriz. Aunque pueda producir algún ligero cambio en la voz, no cambia el tono.
La hinchazón o amoratamiento en el lugar en una de las fases más comunes de la recuperación como así lo es la dificultad al tragar o hablar, más o menos, dependiendo de cada persona.
El promedio de recuperación es de dos semanas, aunque a veces puede tomar más al depender de las condiciones médicas preexistentes del paciente.
- Datos: Q1968653